# Großer Heiliger See
Der Große Heilige See liegt im Ort Sandkrug, der zum Amt Britz-Chorin-Oderberg gehört. Er liegt im Biosphärenreservat Schorfheide-Chorin. Der Heilige See zählt zur Eberswalder Stadtseerinne am Rand der Choriner Endmoräne. Der See hat eine maximale Tiefe von 11 Metern und ist etwa 11,2 ha groß. Der See wurde im Dezember 2008 vom NABU gekauft.

## Fußnote
1. ↑  NABU: Großer Heiliger See gekauft